# Salix annulifera
Salix annulifera ist ein kleiner Strauch aus der Gattung der Weiden (Salix) mit bis zu 8 Zentimeter langen Blattspreiten. Das natürliche Verbreitungsgebiet der Art liegt in China.

## Beschreibung
Salix annulifera ist ein bis zu 50 Zentimeter hoher Strauch mit dicken, aufrechten oder aufsteigenden Ästen. Die Zweige sind anfangs weißflaumig behaart und verkahlen später. Junge Zweige sind braun und im getrockneten Zustand schwärzlich. Die Laubblätter haben einen 1,5 Zentimeter langen, flaumig behaarten Stiel. Die Blattspreite ist 2 bis 5 selten 8 Zentimeter lang, 1,5 bis 2,5 selten 3,5 Zentimeter breit, verkehrt-eiförmig-elliptisch, mit stumpf-gerundeter Spitze, keilförmiger oder selten stumpf-gerundeter Blattbasis und eng gekerbtem Blattrand. Die Blattoberseite ist stumpf grün und kahl, die Unterseite hellgrün, anfangs grauweiß flaumig behaart und später verkahlend.
Als Blütenstände werden an den Zweigenden wachsende Kätzchen gebildet. Männliche Kätzchen sind 2 bis 4 Zentimeter lang und haben eine behaarte Blütenstandsachse. Die Tragblätter sind etwa halb so lang wie die Staubblätter, verkehrt-eiförmig-länglich, dicht behaart mit mehr oder weniger gestutzter Spitze und leicht unregelmäßig oder dicht gezähntem Blattrand. Männliche Blüten haben eine adaxial und eine abaxial gelegene Nektardrüse. Die zwei Staubblätter sind 5 bis 6 Millimeter lang, die Staubfäden sind auf drei Viertel bis ganzen Länge flaumig behaart. Weibliche Blütenstände sind etwa 3,5 Zentimeter lang und erreichen bei Fruchtreife eine Länge von 11 Zentimetern. Die Tragblätter sind verkehrt-eiförmig-länglich, spärlich auf der Unterseite dichter behaart, mit ausgerandeter Spitze. Weibliche Blüten haben eine adaxial gelegene Nektardrüse. Der Fruchtknoten ist grauweiß behaart. Der Griffel ist auffallend, ganzrandig oder zweilappig, die Narbe ist zweispaltig oder es werden zwei Narben gebildet. Salix annulifera blüht von Juli bis August, die Früchte reifen im August.

## Vorkommen und Standortansprüche
Das natürliche Verbreitungsgebiet liegt in Buschwerk auf Berghängen in 3400 bis 4100 Metern Höhe im Nordwesten der chinesischen Provinz Yunnan und im Osten des Tibets.

## Systematik
Salix annulifera ist eine Art aus der Gattung der Weiden (Salix) in der Familie der Weidengewächse (Salicaceae). Dort wird sie der Sektion Floccosae zugeordnet. Sie wurde 1929 von Cecil Victor Boley Marquand und Herbert Kenneth Airy Shaw erstmals wissenschaftlich beschrieben. Der Gattungsname Salix stammt aus dem Lateinischen und wurde schon von den Römern für verschiedene Weidenarten verwendet.
Es werden vier Varietäten unterschieden:
- Salix annulifera var. annulifera Tragblätter mit leicht und unregelmäßig gezähntem Blattrand.[4]
- Salix annulifera var. dentata S. D. Zhao Tragblätter mit dicht gezähntem Blattrand.[5]
- Salix annulifera var. glabra P. Y. Mao & W. Z. Li Tragblätter kahl mit ganzrandiger Spitze und kahlen Staubfäden.[6]
- Salix annulifera var. macroula C. Marquand & Airy Shaw Laubblätter mit langem Stiel und großen, 8 Zentimeter langen und 3,5 Zentimeter breiten Blattspreiten und bis zu 11 Zentimeter langen Samenkätzchen.[7]

## Nachweise